# EC Flamengo
Esporte Clube Flamengo – brazylijski klub piłkarski z siedzibą w mieście Teresina, stolicy stanu Piauí.

## Osiągnięcia
- Mistrz stanu Piauí (Campeonato Piauiense) (16): 1942, 1943, 1944, 1947, 1964, 1965, 1970, 1971, 1976, 1979, 1984, 1986, 1987, 1988, 2003, 2009
- Mistrz miasta Teresina: 1939
- Półfinał Copa Norte: 1999

## Historia
Klub założony został 8 grudnia 1937 roku. W 1941 roku zorganizowano pierwsze mistrzostwa stanowe (Campeonato Piauiense), a Flamengo wygrał drugą edycję tych mistrzostw (w roku 1942).